# Monia Ben Jemia
Monia Ben Jemia, née le 12 octobre 1958, est une féministe et universitaire tunisienne, professeure de droit et présidente de l'Association tunisienne des femmes démocrates (ATFD). Elle est également l'auteure d'un récit sur des agressions sexuelles incestueuses.

## Biographie
Elle naît en 1958, peu après l'indépendance de la Tunisie, au sein d'une famille modeste et traditionnelle. « Confrontée très jeune à l'injustice, je me suis juré de porter la voix de celles qui m'ont élevée et qui n'ont pas eu la chance que j'ai eue, de celles qui souffrent encore en silence de la pauvreté, de l'exclusion et de la violence », dit-elle. Elle ajoute aussi : « J'ai vu nos femmes passer toujours après les hommes. La révolte, ce sont les femmes de la famille qui me l'on transmise ». Adolescente, elle s'intéresse aux œuvres de Simone de Beauvoir et, plus tard, de Nawal El Saadawi,.
À la faculté de droit de Tunis, elle milite au sein du mouvement étudiant de gauche, et y côtoie Bochra Belhaj Hmida. Elle participe à la formation d'un cercle de réflexion et de débat féministe au Club culturel Tahar-Haddad, avec le soutien de Jalila Hafsia qui le dirige,,. Elle poursuit ses études en France, première de sa famille à faire des études à l'étranger et encouragée par sa mère analphabète. Pendant quelques années, elle se consacre à terminer ses études et à fonder une famille. Elle devient membre de l'Association tunisienne des femmes démocrates (ATFD), constituée dans la continuité du cercle féministe du Club culturel Tahar-Haddad, à sa création en 1989. Elle devient également professeure de droit à la faculté des sciences juridiques de l'université de Carthage et à l'université de Tunis.
À partir des années 2000, elle se consacre à nouveau de façon importante au militantisme féministe, au sein de l'ATFD, et intervenant pour cette association. Après un stage d'écoute avec Safia Farhat et un passage par la commission juridique animée par Hafidha Chekir, elle est élue au bureau de l'organisation, alors présidée par Sana Ben Achour,.
Elle préside l'ATFD de janvier 2016 à avril 2018, succédant à Saïda Rached et précédant Yosra Frawes. Sous sa présidence, le bureau national se compose de Ahlem Belhadj, Hafidha Chakir, Héla Ben Salem, Khadija Chérif, Rajaa Dahmani, Najoua Baccar, Neêma Nsiri et Moufida Missaoui.
En janvier 2021, elle publie Les Siestes du grand-père, récit d'inceste. Elle y fait le récit, à la troisième personne, de l'enfance de Nédra, une jeune fille originaire de Tataouine, qui grandit à Tunis, victime des agressions sexuelles de son grand-père maternel.